# 新後撰和歌集
『新後撰和歌集』（しんごせんわかしゅう）は、13番目の勅撰和歌集。20巻。二条為世撰。本集ではじめて連署の役が設けられ、二条為藤・二条定為・長舜・津守国冬・津守国道が務めた。
正安3年（1301年）12月23日、後宇多院の命により編纂が開始され、嘉元元年（1303年）12月29日に奏覧された。
歌数は1612首（諸本によって異同あり）。部立は春（上下）・夏・秋（上下）・冬・離別・羈旅・釈教・神祇・恋（1-6）・雑（上中下）・賀から成る。恋の6巻仕立ては『後撰和歌集』、哀傷歌を雑下に収めるのは『続後撰和歌集』に倣う。主な歌人は、藤原定家（32首）・藤原為家（28首）・藤原為氏（28首）・西園寺実兼（27首）・後嵯峨院（25首）・亀山院（25首）など。歌風は京極派に比べて、陳腐とされる。
津守氏の歌が多いことから『津守集』の異称もある。

## 注解
- 『新後撰和歌集　和歌文学大系8』、久保田淳・石澤一志・小山順子校注（明治書院、2023年）